# Rima Draper
Rima Draper és una estructura geològica del tipus rima a la superfície de la Lluna, situada amb el sistema de coordenades planetocèntriques a 19.13 ° de latitud N i -23.39 ° de longitud E. Fa un diàmetre de 244.16 km. El nom va ser fet oficial per la UAI l'any 1985 i fa referència al cràter Draper.